# Барсінгергорн
Барсінгергорн (нід. Barsingerhorn) — село в нідерландській провінції Північна Голландія. Входить до муніципалітету Голландс-Крон.
Його площа — 9,23 км², а населення станом на 2021 рік становило 925 осіб.
До 1990 року мало статус окремого муніципалітету.

## Галерея

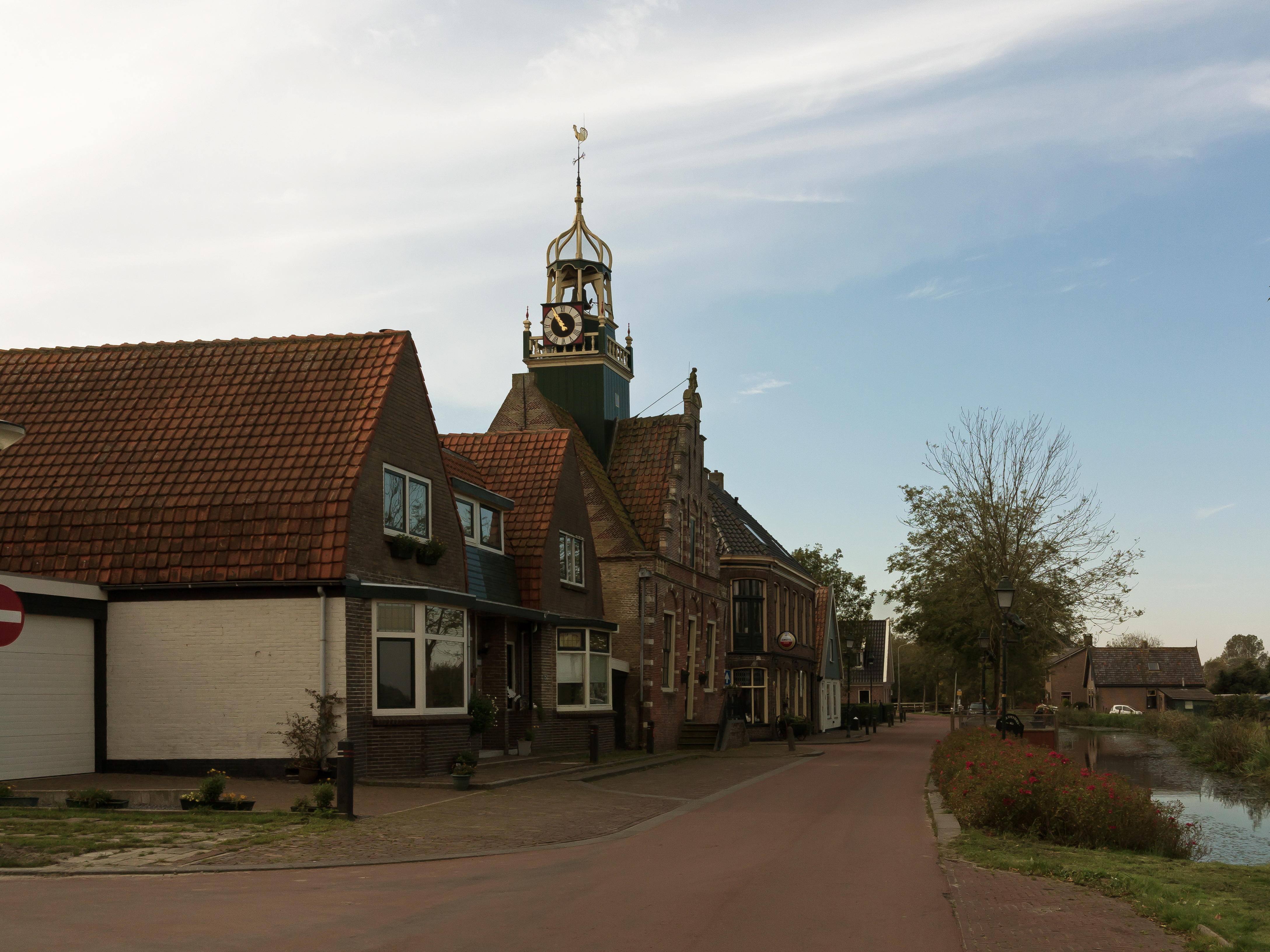
Будівля колишньої мерії
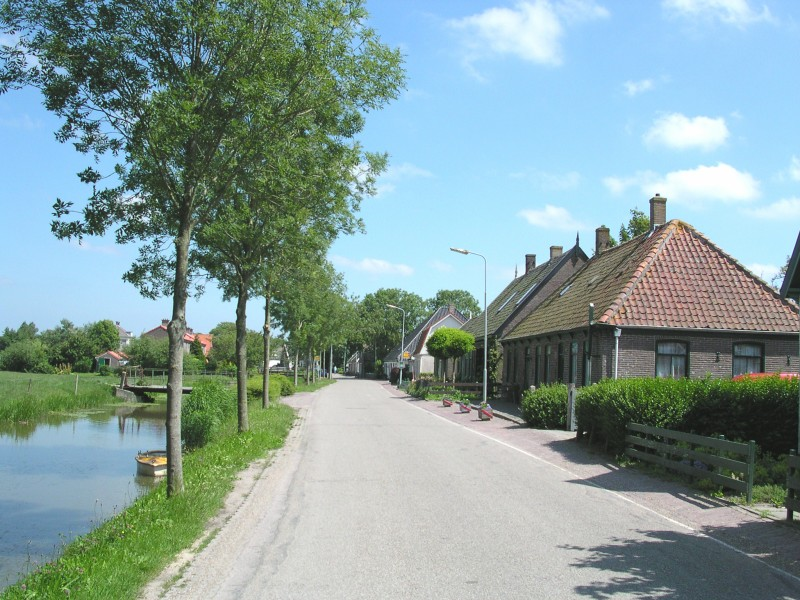
Вулична панорама
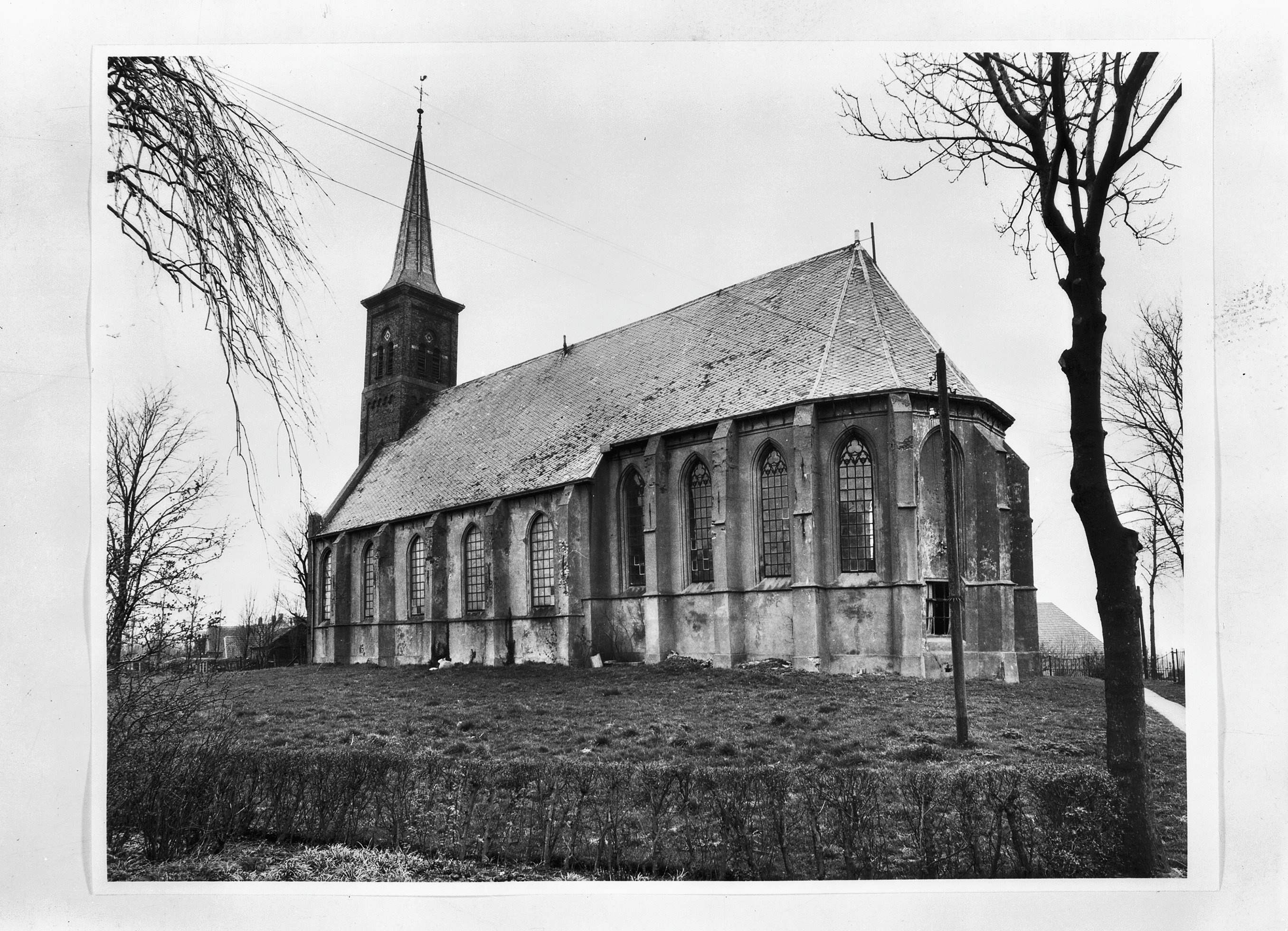
Реформістська церква (1957)
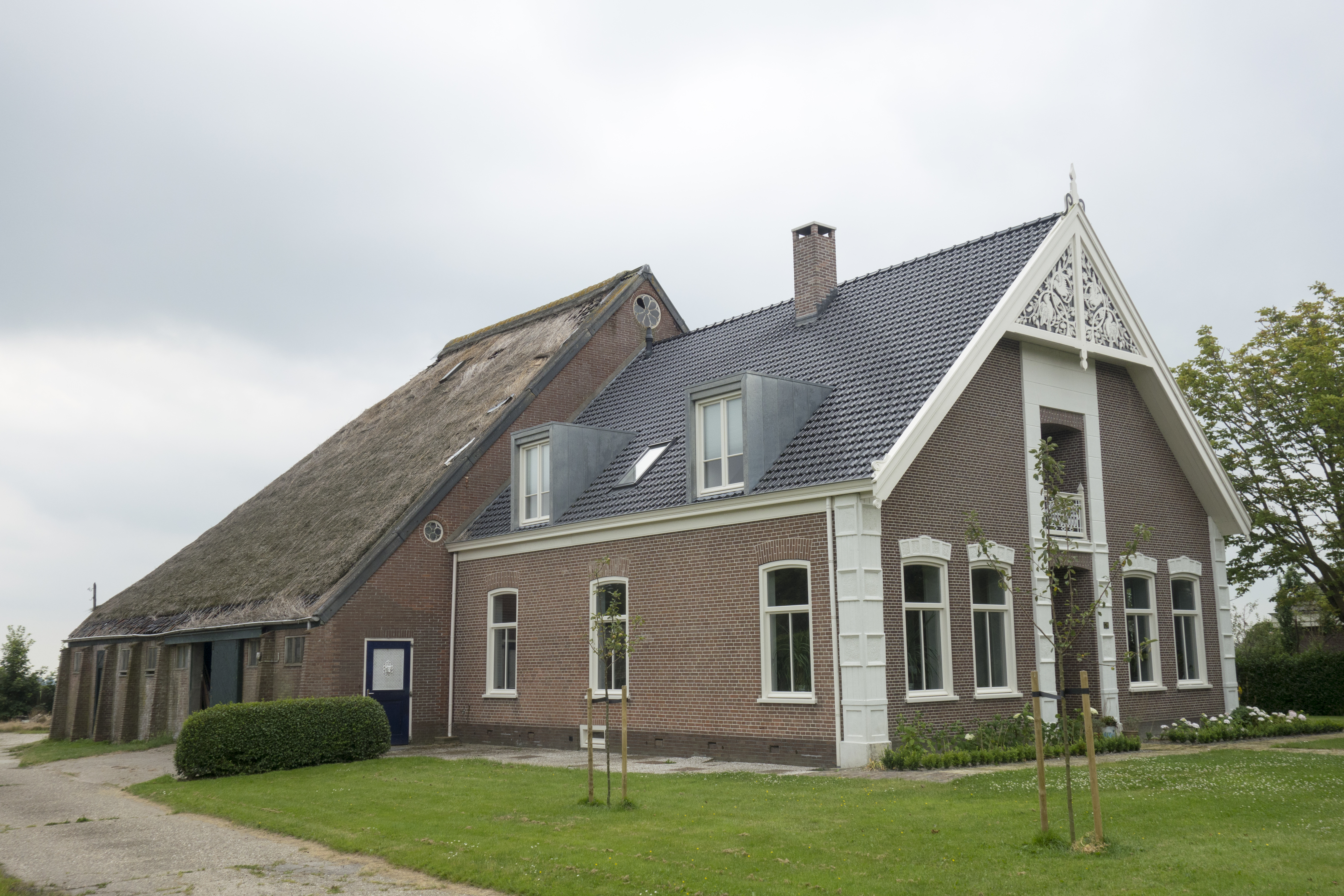
Ферма в Барсінгергорні